# La sporca dozzina
La sporca dozzina (Dirty Dozen: The Series) è una serie televisiva statunitense in 14 episodi di cui 7 trasmessi per la prima volta nel corso di una sola stagione nel 1988. La serie fu annullata per i bassi ascolti dopo sette episodi durante la trasmissione della prima televisiva nel 1988 sulla rete Fox.
È una serie drammatica di guerra basata sul film del 1967 Quella sporca dozzina, ambientata durante la seconda guerra mondiale e incentrata sulle vicende di un gruppo di condannati a cui viene offerta la possibilità di espiare le pene affrontando varie pericolose missioni.

## Personaggi e interpreti
- Roy Beauboff, interpretato da Glenn Withrow.
- Tenente Danko, interpretato da Ben Murphy.
È il tenente che guida e coordina il gruppo di condannati durante le missioni.
- Johnny Farrell, interpretato da John Bradley.
- Sergente Cutter, interpretato da Barry Cullison.
- Jean Lebec, interpretato da John D'Aquino.
- Vern Beauboff, interpretato da Mike Jolly.
- Maggiore Generale Worth, interpretato da Frank Marth.
- Soldato Dylan Leeds, interpretato da John Slattery.
- Janosz Feke, interpretato da Jon Tenney.
- Capitano (4 episodi, 1988), interpretato da Benedict Taylor.

## Produzione
La serie fu prodotta da Jadran Film e MGM/UA Television. e girata in Jugoslavia. Le musiche furono composte da Doug Timm.

### Registi
Tra i registi sono accreditati:
- Douglas Hickox in 3 episodi (1988)
- Kevin Connor in 2 episodi (1988)
- Virgil W. Vogel in 2 episodi (1988)
- Ray Austin
- Randy Roberts

### Sceneggiatori
Tra gli sceneggiatori sono accreditati:
- E.M. Nathanson in 5 episodi (1988)
- Mark Rodgers in 3 episodi (1988)
- Tony Blake
- Paul Jackson
- Mark Rodgers
- Jerry Jacobius
- Nick Gore
- Dan Gordon
- Duke Sandefur
- David Thoreau
- S.S. Schweitzer
- Neil Alan Levy
- Jonas McCord
- Jeanne Marie Rodgers
- Richard Dewhwurst

## Distribuzione
La serie fu trasmessa negli Stati Uniti dal 30 aprile 1988 (pilot) e dal 7 maggio 1988 (1º episodio) al 1988 sulla rete televisiva Fox. In Italia è stata trasmessa con il titolo La sporca dozzina.
Alcune delle uscite internazionali sono state:
- negli Stati Uniti il 30 aprile 1988 (pilot)
7 maggio 1988 (1º episodio) (Dirty Dozen: The Series o The Dirty Dozen)
- in Spagna (Doce del patíbulo)
- in Slovenia (Dvanajst ozigosanih)
- in Francia (Les douze salopards)
- in Italia (La sporca dozzina)

## Episodi
| Stagione       | Episodi | Prima TV USA |
| -------------- | ------- | ------------ |
| Prima stagione | 14      | 1988         |